# Benthe Boonstra
Benthe Charlotte Gezineke Boonstra (Bemmel, 21 november 2000) is een Nederlandse roeister. Zij won in de vier-zonder goud in 2023 bij de wereldkampioenschappen in Belgrado en eveneens goud in 2024 op de Olympische Zomerspelen 2024 in Parijs.

## Levensloop
In de acht behaalde Boonstra brons bij de EK 2022 in München. Bij de daaropvolgende Wereldkampioenschappen in het Tsjechische Račice behaalde ze twee maal zilver, zowel in de acht als in de vier zonder.
In 2023 wist Boonstra bij de EK in Bled samen met Hermijntje Drenth, Marloes Oldenburg en Tinka Offereins brons te behalen in de vier-zonder. In september 2023 werd diezelfde ploeg wereldkampioen bij de WK in Belgrado. Met dezelfde ploeg behaalde Boonstra op de Olympische Zomerspelen 2024 goud in de vier-zonder.
In 2025, in het post-Olympisch seizoen, maakte Boonstra de overstap naar de skiff, en nam daarin deel aan de Europese kampioenschappen in Plovdiv.

## Resultaten

### Olympische Zomerspelen
| Jaar | Plaats | Resultaten        |
| ---- | ------ | ----------------- |
| 2024 | Parijs | in de vier zonder |

### Wereldkampioenschappen
| Jaar | Plaats   | Resultaten        | Teamgenoten                                                               |
| ---- | -------- | ----------------- | ------------------------------------------------------------------------- |
| 2022 | Račice   | in de vier zonder | Drenth/Oldenburg/Offereins                                                |
| 2022 | Račice   | in de acht        | Drenth/Youssifou/Oldenburg/De Jong/Offereins/Clevering/Meester/Van Veenen |
| 2023 | Belgrado | in de vier zonder | Drenth/Oldenburg/Offereins                                                |

### Europese kampioenschappen
| Jaar | Plaats  | Resultaten           | Teamgenoten                                                               |
| ---- | ------- | -------------------- | ------------------------------------------------------------------------- |
| 2022 | München | 5e in de vier-zonder | Drenth/Oldenburg/Offereins                                                |
| 2022 | München | in de acht           | Drenth/Youssifou/Oldenburg/De Jong/Offereins/Clevering/Meester/Van Veenen |
| 2023 | Bled    | in de vier-zonder    | Drenth/Oldenburg/Offereins                                                |
| 2025 | Plovdiv | 6e in de skiff       |                                                                           |